# HD 166197
HD 166197，又名CD-3312917，SAO 209817、HR 6788，是一颗恒星，视星等为6.16，位于銀經358.45，銀緯-7.1，其B1900.0坐标为赤經18h 4m 18.4s，赤緯-33° -7.1′ 7″。